# Блоджетт (Орегон)
Блоджетт (англ. Blodgett) — переписна місцевість (CDP) в США, в окрузі Бентон штату Орегон. Населення — 42 особи (2020).

## Географія
Блоджетт розташований за координатами 44°35′49″ пн. ш. 123°31′16″ зх. д. / 44.59694° пн. ш. 123.52111° зх. д. (44.596980, -123.521026).  За даними Бюро перепису населення США в 2010 році переписна місцевість мала площу 1,44 км², уся площа — суходіл.

## Демографія
Згідно з переписом 2010 року, у переписній місцевості мешкало 58 осіб у 20 домогосподарствах у складі 14 родин. Густота населення становила 40 осіб/км².  Було 21 помешкання (15/км²).
Расовий склад населення:
| - 94,8 % — білих - 5,2 % — корінних американців |

До двох чи більше рас належало 0,0 %. Частка іспаномовних становила 3,4 % від усіх жителів.
За віковим діапазоном населення розподілялося таким чином: 27,6 % — особи молодші 18 років, 60,3 % — особи у віці 18—64 років, 12,1 % — особи у віці 65 років та старші. Медіана віку мешканця становила 37,0 року. На 100 осіб жіночої статі у переписній місцевості припадало 75,8 чоловіків;  на 100 жінок у віці від 18 років та старших — 61,5 чоловіків також старших 18 років.
Цивільне працевлаштоване населення становило 0 осіб. 